# Раскосы (Брянская область)
Раскосы — поселок в Клинцовском районе Брянской области, в составе Смотровобудского сельского поселения.

## География
Находится в западной части Брянской области на расстоянии приблизительно 6 км на юг-юго-восток по прямой от железнодорожного вокзала станции Клинцы.

## История
Упоминался с 1920-х годов. На карте 1941 года отмечен как поселение с 11 дворами.

## Население
Численность населения: 60 человек (1926) , 9 человек (2002), 3 человека (2010), 5 человек (2013).
Будет упразднен как фактически не существующий в связи с переселением всех жителей на постоянное место жительства в другие населённые пункты